# Canja a doentes
Canja de galinha a doentes, um prato típico da Figueira da Foz, teria sido servido a Arthur Wellesley, quando estabeleceu um quartel-general que iria ajudar na luta contra os franceses de Napoleão.  A receita original, segundo a tradição, foi escrita em uma carta endereçada à sua esposa. Quando sua esposa a leu, ficou espantada porque ela não imaginava que o marido sabia fazer canja. 